# Ilona de Lange
Ilona de Lange (Vlaardingen, 1980) is een Nederlandse kinderboekenschrijfster.

## Loopbaan
De Lange volgde een studie Communicatie en werd daarna communicatieadviseur. In 2019 kwam haar eerste kinderboek uit, het eerste deel van haar serie Miljonairskind. In de jaren daarna verschenen zes volgende delen van deze boekenserie. Alle boeken uit de Miljonairskind-serie zijn geïllustreerd door Micky Dirkzwager. Van alle delen is ook een luisterboek beschikbaar, ingesproken door televisiepresentator Bas Westerweel. In februari 2021 is Help! Een klas zonder meester verschenen. De illustraties in dit boek zijn verzorgd door Hanne Snel. Van dit boek verscheen ook een luisterboek, ingesproken door Huub Dikstaal. In juni 2022 verscheen Het magische zwemparadijs met de verboden glijbaan met illustraties van Micky Dirkzwager. Het luisterboek is ingesproken door Dennis Willekens.
Naast haar kinderboeken schreef De Lange verschillende korte verhalen voor diverse verhalenbundels van uitgeverij Leopold. In het voorjaar van 2024 verscheen Chillen in een hangmat. In 2022 schreef De Lange het verhaal Wespen-alarm in de verhalenbundel Een krokodil in bad. In 2019 verscheen het verhaal Het Stoute Sneeuwvlokje, waarmee ze een bijdrage leverde aan de verhalenbundel Winter!
Voor volwassenen schreef ze het verhaal Oogst, waarmee ze in 2018 een schrijfwedstrijd van uitgeverij LetterRijn won. Haar winnende verhaal werd gepubliceerd in de bundel Deadline. Daarnaast verscheen in 2019 een verhaal van haar in de bundel Nachtwakers.

## Boeken
- Miljonairskind – Het geheim van het onderhuis (2019)
- Miljonairskind – De geheime verdieping (2020)
- Help! Een klas zonder meester (2021)
- Miljonairskind – Het verborgen eiland (2021)
- Het magische zwemparadijs met de verboden glijbaan (2022)
- Miljonairskind – Paniek in het pretpark (2022)
- Miljonairskind – De rampzalige ruimtereis (2023)